# David Hecl
David Hecl (* 23. března 1971 Kyjov) je český pilot, první český kapitán na největším dopravním letadle světa Airbus A380.

## Život
V letech 1989–1994 studoval na Vysoké škole dopravy a spojů v Žilině. První výcvikový let absolvoval 16. července 1990. K roku 2021 měl nalétáno přes 15 000 letových hodin.

### Kariéra v letectví[1]
Mezi lety 1996 a 2009 působil jako pilot v Českých aeroliniích, tam létal letadla ATR 42, ATR 72 a Boeing 737, posléze přešel do Emirates, kde v letech 2009–2018 létal typy letadel Airbus A330, A340 a A380. V roce 2018 odešel do Korean Air, tam působil mezi lety 2018 a 2020, létal tam opět letadlem Airbus A380. Po návratu z Korean Air nastoupil do Air Prague, kde působil jako pilot v letech 2021 a 2022, tam létal menší letadlo – Embraer Phenom 100.
David Hecl pilotoval Airbus A380 8,5 roku. První let na lince Dubaj–Hongkong pilotoval 22. října 2011, poslední let na lince Paříž–Soul pilotoval 7. března 2020. Pilotoval také první let Airbusu A380 na letiště Praha dne 1. května 2016 (na lince Dubaj–Praha).
Kapitánem se stal roku 2015. Jeho kariéru pilota na Airbusu A380 ukončilo omezení leteckého provozu z důvodu pandemie covidu-19. V roce 2023 se k tomuto letadlu vrátil jako instruktor simulovaného letu (SFI) a od roku 2025 jako examinátor simulovaného letu (SFE) u společnosti Emirates.

### Zajímavosti
Nejdelší let, který pilotoval, byl let mezi Los Angeles a Dubají (16 hodin a 45 minut). Nejvíce lidí na palubě letadla, které pilotoval, bylo 655 (včetně posádky na lince Dubaj–Praha). Celková kapacita A380 je 853 cestujících, posádku tvoří až 4 piloti a 26 stevardů.
V roce 2021 byla vydána kniha jeho rozhovorů s novinářem Martinem Moravcem s mnoha podrobnosti o jeho kariéře i osobním životě a zajímavostmi o létání dopravními letadly.